# Schlingenthaler Mühle
Schlingenthaler Mühle ist ein Ortsteil von Marialinden in der Stadt Overath im Rheinisch-Bergischen Kreis in Nordrhein-Westfalen, Deutschland.

## Lage und Beschreibung
Die Mühle findet sich nur noch als Symbol auf alten Karten. Sie lag im Schlingenthal am oberen Teil des rund sechs Kilometer langen Schlingenbachs. Der entspringt einer Quelle und kleineren Zuflüssen am Kleinen Heckberg bei Federath und mündet in die Agger. Fast über den gesamten Bereich des Schlingenbachtals mit seiner besonderen Pflanzen- und Tierwelt verläuft zwischen Schalken und Vilkerath das Naturschutzgebiet Schlingenbachtal. Es erfährt an den Fischteichen westlich von der ehemaligen Mühle eine Unterbrechung in zwei Teile.

## Geschichte
Über die namensgebende Mühle des Wohnplatzes ist wenig bekannt. Es handelte sich um eine Getreidemühle, die kartografisch als Mühlensymbol erstmals 1825 auf der Topographischen Aufnahme der Rheinlande erscheint. Heute ist der Stauteich als Fläche erhalten aber verlandet, der Erhaltungszustand des Wasserrads und der technischen Einrichtungen ist ungeklärt.
Die Preußische Uraufnahme von 1845 zeigt den Wohnplatz unter dem Namen Schlingenthaler M. mit einem Mühlensymbol. Ab der Preußischen Neuaufnahme von 1892 ist der Ort auf Messtischblättern regelmäßig mit einem Mühlensymbol verzeichnet, das in mehreren Ausgaben zudem mit einem M. (= Mühle) beschriftet ist.
In den Ortsregistern wurde die Schlingenthaler Mühle in der Regel zusammen mit dem benachbarten Schlingenthal erfasst. Es lebten 1822 zusammen 30 Menschen in den als Hof und Mühle kategorisierten Orten, die nach dem Zusammenbruch der napoleonischen Administration und deren Ablösung zur Bürgermeisterei Overath im Kreis Mülheim am Rhein gehörten. Für das Jahr 1830 werden für den Hof mit Mühle zusammen 36 Einwohner angegeben. Der 1845 laut der Uebersicht des Regierungs-Bezirks Cöln als Hof und Mühle kategorisierte Doppelort besaß zu dieser Zeit acht Wohngebäude mit 48 Einwohnern, alle katholischen Bekenntnisses. Die Gemeinde- und Gutbezirksstatistik der Rheinprovinz führt Schlingenthal 1871 mit zehn Wohnhäusern und 54 Einwohnern auf. Im Gemeindelexikon für die Provinz Rheinland von 1888 werden für Schlingenthal neun Wohnhäuser mit 41 Einwohnern angegeben. 1895 besitzt der Ort sieben Wohnhäuser mit 27 Einwohnern und gehörte konfessionell zum katholischen Kirchspiel Marialinden, 1905 werden sieben Wohnhäuser und 46 Einwohner angegeben.